# 吕应中
吕应中（1926年—2022年12月23日），男，江苏丹阳人，中国核工程学家，曾任清华大学教授、博士生导师，清华大学校务委员会副主任。